# Mistrzostwa Świata w Hokeju na Lodzie Kobiet 2022 (I Dywizja)
Mistrzostwa Świata w Hokeju na Lodzie Kobiet I Dywizji 2022 rozegrane zostały w dniach 24–30 kwietnia (Dywizja IA) i 8-14 kwietnia (Dywizja IB).
Do mistrzostw I Dywizji przystąpiło 11 zespołów, które zostały podzielone na dwie grupy (jedną pięciozespołową, oraz drugą sześcioosobową). Dywizja I Grupa A swoje mecze rozgrywała w (Angers) we Francji, natomiast Dywizja I Grupa B w Katowicach (Polska). Reprezentacje rywalizowały systemem każdy z każdym.
Hale, w których zorganizowano zawody:
- Angers IceParc w Angers – Dywizja IA,
- Jantor w Katowicach – Dywizja IB.

## Grupa A
Do mistrzostw świata elity w 2023 z Dywizji IA awansowała najlepsza reprezentacja. Ostatni zespół został zdegradowany.
| 24 kwietnia 2022 | Holandia | 1:2 pk. | Austria | Angers IceParc, Angers |

| Szczegóły      | Szczegóły               | Szczegóły                 | Szczegóły                                    | Szczegóły                                                                                                   |
| -------------- | ----------------------- | ------------------------- | -------------------------------------------- | --- |
| Godzina: 16:00 | J. Zwarthoed (EQ) 46:58 | (0:0, 0:1, 1:0, 0:0, 0:1) | 31:10 (PP) C. Wittich 65:00 (GWG) C. Wittich | Widzów: 1015 Sędzia główny: Brandy Dewar Johanna Taurianen Sędziowie liniowi: Erika Greenen Julia Johansson |
| Godzina: 16:00 | 16 min. kar             |                           | 4 min. kar                                   | Widzów: 1015 Sędzia główny: Brandy Dewar Johanna Taurianen Sędziowie liniowi: Erika Greenen Julia Johansson |

| 24 kwietnia 2022 | Słowacja | 1:2 | Norwegia | Angers IceParc, Angers |

| Szczegóły      | Szczegóły               | Szczegóły       | Szczegóły                                  | Szczegóły                                                                                             |
| -------------- | ----------------------- | --------------- | ------------------------------------------ | --- |
| Godzina: 19:30 | L. Ištocyová (PP) 12:29 | (1:1, 0:1, 0:0) | 01:02 (EQ) L. Tendenes 37:31 (PP) I. Berge | Widzów: 730 Sędzia główny: Agnese Kārkliņa Marie Picavet Sędziowie liniowi: Anina Egli Zóra Gottlibet |
| Godzina: 19:30 | 8 min. kar              |                 | 10 min. kar                                | Widzów: 730 Sędzia główny: Agnese Kārkliņa Marie Picavet Sędziowie liniowi: Anina Egli Zóra Gottlibet |

| 25 kwietnia 2022 | Norwegia | 7:1 | Holandia | Angers IceParc, Angers |

| Szczegóły      | Szczegóły | Szczegóły       | Szczegóły              | Szczegóły                                                                                                  |
| -------------- | --- | --------------- | ---------------------- | --- |
| Godzina: 16:00 | M. Brunvold (EQ) 03:45 L. Pedersen (PP) 15:07 L. Pedersen (PP) 21:48 A. Dalen (EQ) 22:38 L. Bialik (PP) 28:34 M. Haug-Hansen (PP) 48:45 E. Kruse (EQ) 51:11 | (2:1, 3:0, 2:0) | 17:33 (EQ) S. Wielenga | Widzów: 634 Sędzia główny: Henna Åberg Johanna Taurianen Sędziowie liniowi: Judith Closset Julia Johansson |
| Godzina: 16:00 | 4 min. kar |                 | 14 min. kar            | Widzów: 634 Sędzia główny: Henna Åberg Johanna Taurianen Sędziowie liniowi: Judith Closset Julia Johansson |

| 25 kwietnia 2022 | Francja | 4:0 | Słowacja | Angers IceParc, Angers |

| Szczegóły      | Szczegóły                                                                             | Szczegóły       | Szczegóły   | Szczegóły                                                                                    |
| -------------- | ------------------------------------------------------------------------------------- | --------------- | ----------- | -------------------------------------------------------------------------------------------- |
| Godzina: 19:30 | C. Aurard (EQ) 10:25 M. Allemoz (EQ) 12:52 M. Allemoz (EQ) 24:01 E. Duvin (PP2) 47:33 | (2:0, 1:0, 1:0) |             | Widzów: 1894 Sędzia główny: Aina Hove Agnese Kārkliņa Sędziowie liniowi: Anina Egli Amy Lack |
| Godzina: 19:30 | 6 min. kar                                                                            |                 | 12 min. kar | Widzów: 1894 Sędzia główny: Aina Hove Agnese Kārkliņa Sędziowie liniowi: Anina Egli Amy Lack |

| 27 kwietnia 2022 | Norwegia | 3:4 pd. | Austria | Angers IceParc, Angers |

| Szczegóły      | Szczegóły                                                            | Szczegóły            | Szczegóły                                                                                | Szczegóły                                                                                           |
| -------------- | -------------------------------------------------------------------- | -------------------- | ---------------------------------------------------------------------------------------- | --------------------------------------------------------------------------------------------------- |
| Godzina: 16:00 | M. Fischer (PP) 26:05 U. Bjelland (EQ) 27:09 L. Pedersen (PP2) 39:45 | (0:2, 3:0, 0:1, 0:1) | 12:19 (PP2) A. Fazokas 13:13 (PP) T. Grascher 52:14 (EQ) E. Beiter 60:40 (EQ) A. Meixner | Widzów: 993 Sędzia główny: Aina Hove Marie Picavet Sędziowie liniowi: Judith Closset Zóra Gottlibet |
| Godzina: 16:00 | 16 min. kar                                                          |                      | 8 min. kar                                                                               | Widzów: 993 Sędzia główny: Aina Hove Marie Picavet Sędziowie liniowi: Judith Closset Zóra Gottlibet |

| 27 kwietnia 2022 | Francja | 4:1 | Holandia | Angers IceParc, Angers |

| Szczegóły      | Szczegóły                                                                              | Szczegóły       | Szczegóły            | Szczegóły                                                                                      |
| -------------- | -------------------------------------------------------------------------------------- | --------------- | -------------------- | ---------------------------------------------------------------------------------------------- |
| Godzina: 19:30 | J. Barbirati (EQ) 14:03 E. Duvin (EQ) 34:55 L. Parment (PP) 38:49 C. Aurard (SH) 59:00 | (1:0, 2:1, 1:0) | 38:26 (PP) K. Hamers | Widzów: 2468 Sędzia główny: Henna Åberg Brandy Dewar Sędziowie liniowi: Erika Greenen Amy Lack |
| Godzina: 19:30 | 12 min. kar                                                                            |                 | 6 min. kar           | Widzów: 2468 Sędzia główny: Henna Åberg Brandy Dewar Sędziowie liniowi: Erika Greenen Amy Lack |

| 28 kwietnia 2022 | Słowacja | 4:1 | Holandia | Angers IceParc, Angers |

| Szczegóły      | Szczegóły                                                                                       | Szczegóły       | Szczegóły               | Szczegóły                                                                                      |
| -------------- | ----------------------------------------------------------------------------------------------- | --------------- | ----------------------- | ---------------------------------------------------------------------------------------------- |
| Godzina: 16:00 | N. Nemčeková (EQ) 23:06 N. Nemčeková (EQ) 37:39 L. Ištocyová (PP) 51:28 T. Korenková (EQ) 54:05 | (0:0, 2:1, 2:0) | 32:43 (PP) J. Zwarthoed | Widzów: 423 Sędzia główny: Brandy Dewar Agnese Kārkliņa Sędziowie liniowi: Anina Egli Amy Lack |
| Godzina: 16:00 | 2 min. kar                                                                                      |                 | 10 min. kar             | Widzów: 423 Sędzia główny: Brandy Dewar Agnese Kārkliņa Sędziowie liniowi: Anina Egli Amy Lack |

| 28 kwietnia 2022 | Austria | 3:2 pd. | Francja | Angers IceParc, Angers |

| Szczegóły      | Szczegóły                                                             | Szczegóły            | Szczegóły                                  | Szczegóły                                                                                                   |
| -------------- | --------------------------------------------------------------------- | -------------------- | ------------------------------------------ | --- |
| Godzina: 19:30 | A. Meixner (PP) 20:53 T. Schafzahl (EQ) 23:18 T. Schafzahl (EQ) 60:15 | (0:1, 2:0, 0:1, 1:0) | 14:14 (EQ) L. Parment 56:50 (EQ) C. Aurard | Widzów: 2310 Sędzia główny: Henna Åberg Johanna Taurianen Sędziowie liniowi: Zóra Gottlibet Julia Johansson |
| Godzina: 19:30 | 6 min. kar                                                            |                      | 4 min. kar                                 | Widzów: 2310 Sędzia główny: Henna Åberg Johanna Taurianen Sędziowie liniowi: Zóra Gottlibet Julia Johansson |

| 30 kwietnia 2022 | Austria | 1:2 | Słowacja | Angers IceParc, Angers |

| Szczegóły      | Szczegóły             | Szczegóły       | Szczegóły                                       | Szczegóły                                                                                     |
| -------------- | --------------------- | --------------- | ----------------------------------------------- | --------------------------------------------------------------------------------------------- |
| Godzina: 16:00 | A. Fazokas (EQ) 36:05 | (0:1, 1:1, 0:0) | 00:37 (EQ) T. Korenková 35:13 (EQ) L. Halušková | Widzów: 940 Sędzia główny: Aina Hove Marie Picavet Sędziowie liniowi: Zóra Gottlibet Amy Lack |
| Godzina: 16:00 | 4 min. kar            |                 | 10 min. kar                                     | Widzów: 940 Sędzia główny: Aina Hove Marie Picavet Sędziowie liniowi: Zóra Gottlibet Amy Lack |

| 30 kwietnia 2022 | Francja | 4:1 | Norwegia | Angers IceParc, Angers |

| Szczegóły      | Szczegóły                                                                            | Szczegóły       | Szczegóły           | Szczegóły                                                                                                |
| -------------- | ------------------------------------------------------------------------------------ | --------------- | ------------------- | --- |
| Godzina: 19:30 | E. Duvin (SH) 08:42 C. Aurard (EQ) 30:28 C. Rozier (EQ) 32:07 L. Escudero (PP) 51:28 | (1:0, 2:0, 1:1) | 48:15 (EQ) A. Dalen | Widzów: 3586 Sędzia główny: Brandy Dewar Agnese Kārkliņa Sędziowie liniowi: Judith Closset Erika Greenen |
| Godzina: 19:30 | 6 min. kar                                                                           |                 | 6 min. kar          | Widzów: 3586 Sędzia główny: Brandy Dewar Agnese Kārkliņa Sędziowie liniowi: Judith Closset Erika Greenen |

Tabela
| Lp. | Zespół   | M | Pkt | Z | Zd | Pd | P | G+ | G- | +/− |
| --- | -------- | - | --- | - | -- | -- | - | -- | -- | --- |
| 1   | Francja  | 4 | 10  | 3 | 0  | 1  | 0 | 14 | 5  | +9  |
| 2   | Norwegia | 4 | 7   | 2 | 0  | 1  | 1 | 13 | 10 | +3  |
| 3   | Słowacja | 4 | 6   | 2 | 0  | 0  | 2 | 7  | 8  | -1  |
| 4   | Austria  | 4 | 6   | 0 | 3  | 0  | 1 | 10 | 8  | +2  |
| 5   | Holandia | 4 | 1   | 0 | 0  | 1  | 3 | 4  | 17 | -13 |

    = awans do elity     = utrzymanie w Dywizji IA     = spadek do Dywizji IB
Statystyki indywidualne
- Klasyfikacja strzelców:  Chloe Aurard: 4 gole[2]
- Klasyfikacja asystentów:  Emma Bergesen
 Estelle Duvin: 5 asyst[3]
- Klasyfikacja kanadyjska:  Chloe Aurard: 8 punktów[4]
- Klasyfikacja kanadyjska obrońców:  Emma Bergesen 5 punktów[5]
- Klasyfikacja +/−:  Chloe Aurard: +9[6]
- Klasyfikacja skuteczności interwencji bramkarzy:  Nikola Zimková: 96,08%[7]
- Klasyfikacja średniej goli straconych na mecz bramkarzy:  Nikola Zimková: 1,00
- Klasyfikacja minut kar:  Kayleigh Hamers: 8 minut[8]

Nagrody indywidualne
Dyrektoriat turnieju wybrał trójkę najlepszych zawodników, po jednym na każdej pozycji:
- Bramkarz:  Caroline Baldin
- Obrońca:  Emma Bergesen
- Napastnik:  Chloe Aurard

## Grupa B
Do mistrzostw świata dywizji IA w 2023 z Dywizji IB awansowała najlepsza reprezentacja. Ostatni zespół został zdegradowany.
| 8 kwietnia 2022 | Słowenia | 3:1 | Włochy | Jantor, Katowice |

| Szczegóły      | Szczegóły                                                            | Szczegóły       | Szczegóły             | Szczegóły                                                                                             |
| -------------- | -------------------------------------------------------------------- | --------------- | --------------------- | --- |
| Godzina: 13:00 | S. Confidenti (EQ) 01:56 P. Pren (EQ) 04:00 S. Confidenti (EQ) 52:41 | (2:0, 0:1, 1:0) | 34:40 (EQ) N. Mattivi | Widzów: 50 Sędzia główny: Ida Henriksson Sędziowie liniowi: Natalia Suchanek Sueva Torribio Rousselin |
| Godzina: 13:00 | 6 min. kar                                                           |                 | 4 min. kar            | Widzów: 50 Sędzia główny: Ida Henriksson Sędziowie liniowi: Natalia Suchanek Sueva Torribio Rousselin |

| 8 kwietnia 2022 | Chiny | 5:0 | Korea Południowa | Jantor, Katowice |

| Szczegóły      | Szczegóły                                                                                      | Szczegóły       | Szczegóły  | Szczegóły                                                                                      |
| -------------- | ---------------------------------------------------------------------------------------------- | --------------- | ---------- | ---------------------------------------------------------------------------------------------- |
| Godzina: 16:30 | Zhang X. (EQ) 13:09 Lin Q. (EQ) 29:08 Mi L. (EQ) 44:24 Zhu R. (EQ) 45:38 Kang M. L. (EQ) 51:00 | (1:0, 1:0, 3:0) |            | Widzów: 100 Sędzia główny: Marie-Ève Couture Sędziowie liniowi: Ines Confidenti Michele Müller |
| Godzina: 16:30 | 6 min. kar                                                                                     |                 | 2 min. kar | Widzów: 100 Sędzia główny: Marie-Ève Couture Sędziowie liniowi: Ines Confidenti Michele Müller |

| 8 kwietnia 2022 | Kazachstan | 1:3 | Polska | Jantor, Katowice |

| Szczegóły      | Szczegóły               | Szczegóły       | Szczegóły                                                               | Szczegóły                                                                            |
| -------------- | ----------------------- | --------------- | ----------------------------------------------------------------------- | ------------------------------------------------------------------------------------ |
| Godzina: 20:00 | T. Koroljewa (EQ) 01:50 | (1:1, 0:2, 0:0) | K. Późniewska (PP2) 13:55 J. Zielińska (PP) 35:33 O. Tomczok (PP) 38:18 | Widzów: 511 Sędzia główny: Gabriela Malá Sędziowie liniowi: Faye Andrews Alba Calero |
| Godzina: 20:00 | 12 min. kar             |                 | 14 min. kar                                                             | Widzów: 511 Sędzia główny: Gabriela Malá Sędziowie liniowi: Faye Andrews Alba Calero |

| 9 kwietnia 2022 | Korea Południowa | 1:5 | Kazachstan | Jantor, Katowice |

| Szczegóły      | Szczegóły          | Szczegóły       | Szczegóły | Szczegóły                                                                                      |
| -------------- | ------------------ | --------------- | --- | ---------------------------------------------------------------------------------------------- |
| Godzina: 13:00 | Choi J. (EQ) 59:47 | (0:2, 0:3, 1:0) | 11:10 (EQ) K. L. Broad 14:29 (PP) M. Ałdabergenowa 20:15 (EQ) M. Tursynowa 25:01 (EQ) K. L. Broad 25:50 (EQ) M. Ałdabergenowa | Widzów: 102 Sędzia główny: Laura White Sędziowie liniowi: Alba Calero Sueva Torribio Rousselin |
| Godzina: 13:00 | 6 min. kar         |                 | 6 min. kar | Widzów: 102 Sędzia główny: Laura White Sędziowie liniowi: Alba Calero Sueva Torribio Rousselin |

| 9 kwietnia 2022 | Włochy | 3:6 | Chiny | Jantor, Katowice |

| Szczegóły      | Szczegóły                                                            | Szczegóły       | Szczegóły                                                                                                 | Szczegóły                                                                                    |
| -------------- | -------------------------------------------------------------------- | --------------- | --- | -------------------------------------------------------------------------------------------- |
| Godzina: 16:30 | Anna Caumo (PP) 30:37 V. Bettarini (EQ) 36:16 R. Roccella (EQ) 48:05 | (0:3, 2:1, 1:2) | 03:14 (EQ) Lin N. 09:32 (EQ) Mi L. 14:06 (PS) Mi L. 33:01 (EQ) Lin N. 55:14 (EQ) Lin N. 58:58 (EQ) Lin Q. | Widzów: 129 Sędzia główny: Gabriela Malá Sędziowie liniowi: Ines Confidenti Natalia Suchanek |
| Godzina: 16:30 | 6 min. kar                                                           |                 | 16 min. kar                                                                                               | Widzów: 129 Sędzia główny: Gabriela Malá Sędziowie liniowi: Ines Confidenti Natalia Suchanek |

| 9 kwietnia 2022 | Polska | 4:0 | Słowenia | Jantor, Katowice |

| Szczegóły      | Szczegóły                                                                                      | Szczegóły       | Szczegóły  | Szczegóły                                                                                   |
| -------------- | ---------------------------------------------------------------------------------------------- | --------------- | ---------- | ------------------------------------------------------------------------------------------- |
| Godzina: 20:00 | W. Sikorska (EQ) 30:26 Ewelina Czarnecka (EQ) 30:50 I. Talanda (EQ) 42:44 W. Dziwok (EQ) 57:22 | (0:0, 2:0, 2:0) |            | Widzów: 729 Sędzia główny: Marie-Ève Couture Sędziowie liniowi: Faye Andrews Michele Müller |
| Godzina: 20:00 | 6 min. kar                                                                                     |                 | 6 min. kar | Widzów: 729 Sędzia główny: Marie-Ève Couture Sędziowie liniowi: Faye Andrews Michele Müller |

| 11 kwietnia 2022 | Słowenia | 2:14 | Chiny | Jantor, Katowice |

| Szczegóły      | Szczegóły                                        | Szczegóły       | Szczegóły | Szczegóły                                                                                         |
| -------------- | ------------------------------------------------ | --------------- | --- | ------------------------------------------------------------------------------------------------- |
| Godzina: 13:00 | S. Confidenti (EQ) 05:01 A. Nylaander (EQ) 37:23 | (1:2, 1:9, 0:3) | 11:50 (PP) Hu B. 19:32 (EQ) Lin N. 21:45 (EQ) Hu B. 24:22 (EQ) Mi L. 27:31 (EQ) Kang M. L. 28:59 (EQ) Hu B. 32:23 (EQ) Lin N. 33:05 (EQ) Zhang X. 33:36 (EQ) Mi L. 34:24 (EQ) Kang M. L. 35:56 (PP) Liu Z. 42:31 (EQ) Lin N. 45:40 (EQ) Zhang X. 49:51 (EQ) Lin Q. | Widzów: 30 Sędzia główny: Ida Henriksson Sędziowie liniowi: Faye Andrews Sueva Torribio Rousselin |
| Godzina: 13:00 | 8 min. kar                                       |                 | 2 min. kar | Widzów: 30 Sędzia główny: Ida Henriksson Sędziowie liniowi: Faye Andrews Sueva Torribio Rousselin |

| 11 kwietnia 2022 | Włochy | 1:0 | Kazachstan | Jantor, Katowice |

| Szczegóły      | Szczegóły             | Szczegóły       | Szczegóły   | Szczegóły                                                                                  |
| -------------- | --------------------- | --------------- | ----------- | ------------------------------------------------------------------------------------------ |
| Godzina: 16:30 | F. Stocker (PP) 35:09 | (0:0, 1:0, 0:0) |             | Widzów: 89 Sędzia główny: Gabriela Malá Sędziowie liniowi: Michele Müller Natalia Suchanek |
| Godzina: 16:30 | 20 min. kar           |                 | 12 min. kar | Widzów: 89 Sędzia główny: Gabriela Malá Sędziowie liniowi: Michele Müller Natalia Suchanek |

| 11 kwietnia 2022 | Korea Południowa | 1:2 | Polska | Jantor, Katowice |

| Szczegóły      | Szczegóły          | Szczegóły       | Szczegóły                                       | Szczegóły                                                                             |
| -------------- | ------------------ | --------------- | ----------------------------------------------- | ------------------------------------------------------------------------------------- |
| Godzina: 20:00 | Park J. (EQ) 09:41 | (1:1, 0:1, 0:0) | 01:51 (EQ) W. Sikorska 35:14 (EQ) K. Późniewska | Widzów: 606 Sędzia główny: Laura White Sędziowie liniowi: Alba Calero Ines Confidenti |
| Godzina: 20:00 | 6 min. kar         |                 | 4 min. kar                                      | Widzów: 606 Sędzia główny: Laura White Sędziowie liniowi: Alba Calero Ines Confidenti |

| 12 kwietnia 2022 | Chiny | 6:2 | Kazachstan | Jantor, Katowice |

| Szczegóły      | Szczegóły | Szczegóły       | Szczegóły                                          | Szczegóły                                                                              |
| -------------- | --- | --------------- | -------------------------------------------------- | -------------------------------------------------------------------------------------- |
| Godzina: 13:00 | Lin Q. (EQ) 05:11 Hu B. (EQ) 12:34 Li B. (EQ) 16:01 Kang M. L. (EQ) 38:36 Zhang X. (EQ) 46:01 Lin Q. (EQ) 59:12 | (3:1, 1:1, 2:0) | 02:26 (EQ) A. Ołżabajewa 36:15 (PP) B. L. Berndsen | Widzów: 22 Sędzia główny: Laura White Sędziowie liniowi: Faye Andrews Natalia Suchanek |
| Godzina: 13:00 | 4 min. kar |                 | 0 min. kar                                         | Widzów: 22 Sędzia główny: Laura White Sędziowie liniowi: Faye Andrews Natalia Suchanek |

| 12 kwietnia 2022 | Korea Południowa | 2:1 | Słowenia | Jantor, Katowice |

| Szczegóły      | Szczegóły                            | Szczegóły       | Szczegóły                | Szczegóły                                                                                 |
| -------------- | ------------------------------------ | --------------- | ------------------------ | ----------------------------------------------------------------------------------------- |
| Godzina: 16:30 | Kim S. (EQ) 16:52 Park J. (EQ) 31:40 | (1:0, 1:1, 0:0) | 39:54 (EQ) S. Confidenti | Widzów: 75 Sędzia główny: Marie-Ève Couture Sędziowie liniowi: Alba Calero Michele Müller |
| Godzina: 16:30 | 0 min. kar                           |                 | 6 min. kar               | Widzów: 75 Sędzia główny: Marie-Ève Couture Sędziowie liniowi: Alba Calero Michele Müller |

| 12 kwietnia 2022 | Polska | 5:4 pd. | Włochy | Jantor, Katowice |

| Szczegóły      | Szczegóły | Szczegóły            | Szczegóły                                                                                   | Szczegóły                                                                                             |
| -------------- | --- | -------------------- | ------------------------------------------------------------------------------------------- | --- |
| Godzina: 20:00 | K. Późniewska (EQ) 20:21 K. Wieczorek (EQ) 39:06 D. Korkuz (EQ) 51:04 P. Sfora (EQ) 53:02 W. Gogoc (PP) 63:32 | (0:1, 2:1, 2:2, 1:0) | 19:10 (EQ) R. Roccella 28:43 (EQ) C. Furlani 48:11 (EQ) A. Abatangelo 53:21 (EQ) N. Mattivi | Widzów: 597 Sędzia główny: Ida Henriksson Sędziowie liniowi: Ines Confidenti Sueva Torribio Rousselin |
| Godzina: 20:00 | 6 min. kar |                      | 12 min. kar                                                                                 | Widzów: 597 Sędzia główny: Ida Henriksson Sędziowie liniowi: Ines Confidenti Sueva Torribio Rousselin |

| 14 kwietnia 2022 | Włochy | 2:1 | Korea Południowa | Jantor, Katowice |

| Szczegóły      | Szczegóły                                    | Szczegóły       | Szczegóły         | Szczegóły                                                                                 |
| -------------- | -------------------------------------------- | --------------- | ----------------- | ----------------------------------------------------------------------------------------- |
| Godzina: 13:00 | C. Furlani (EQ) 13:56 G. Niccolai (EQ) 55:41 | (1:0, 0:0, 1:1) | 59:34 (EQ) Lee E. | Widzów: 40 Sędzia główny: Laura White Sędziowie liniowi: Ines Confidenti Natalia Suchanek |
| Godzina: 13:00 | 4 min. kar                                   |                 | 2 min. kar        | Widzów: 40 Sędzia główny: Laura White Sędziowie liniowi: Ines Confidenti Natalia Suchanek |

| 14 kwietnia 2022 | Kazachstan | 2:0 | Słowenia | Jantor, Katowice |

| Szczegóły      | Szczegóły                                        | Szczegóły       | Szczegóły  | Szczegóły                                                                            |
| -------------- | ------------------------------------------------ | --------------- | ---------- | ------------------------------------------------------------------------------------ |
| Godzina: 16:30 | B. L. Berndsen (EQ) 16:53 P. Aszimowa (EQ) 38:33 | (1:0, 1:0, 0:0) |            | Widzów: 30 Sędzia główny: Ida Henriksson Sędziowie liniowi: Faye Andrews Alba Calero |
| Godzina: 16:30 | 2 min. kar                                       |                 | 0 min. kar | Widzów: 30 Sędzia główny: Ida Henriksson Sędziowie liniowi: Faye Andrews Alba Calero |

| 14 kwietnia 2022 | Polska | 2:7 | Chiny | Jantor, Katowice |

| Szczegóły      | Szczegóły                                        | Szczegóły       | Szczegóły | Szczegóły                                                                                               |
| -------------- | ------------------------------------------------ | --------------- | --- | --- |
| Godzina: 20:00 | T. Onyszczenko (PP) 25:25 K. Chrapek (PP2) 30:02 | (0:6, 2:0, 0:1) | Lin Q. (EQ) 00:38 Lin Q. (EQ) 01:55 Liu Z. (EQ) 05:12 Mi L. (EQ) 07:02 Zhang X. (EQ) 12:51 Lin N. (EQ) 19:17 Yu B. (PP) 51:27 | Widzów: 729 Sędzia główny: Marie-Ève Couture Sędziowie liniowi: Michele Müller Sueva Torribio Rousselin |
| Godzina: 20:00 | 6 min. kar                                       |                 | 10 min. kar | Widzów: 729 Sędzia główny: Marie-Ève Couture Sędziowie liniowi: Michele Müller Sueva Torribio Rousselin |

Tabela
| Lp. | Zespół           | M | Pkt | Z | Zd | Pd | P | G+ | G- | +/− |
| --- | ---------------- | - | --- | - | -- | -- | - | -- | -- | --- |
| 1   | Chiny            | 5 | 15  | 5 | 0  | 0  | 0 | 38 | 9  | +29 |
| 2   | Polska           | 5 | 11  | 3 | 1  | 0  | 1 | 16 | 13 | +3  |
| 3   | Włochy           | 5 | 7   | 2 | 0  | 1  | 2 | 11 | 15 | -4  |
| 4   | Kazachstan       | 5 | 6   | 2 | 0  | 0  | 3 | 10 | 11 | -1  |
| 5   | Korea Południowa | 5 | 3   | 1 | 0  | 0  | 4 | 5  | 15 | -10 |
| 6   | Słowenia         | 5 | 3   | 1 | 0  | 0  | 4 | 6  | 23 | -17 |

    = awans do Dywizji IA     = utrzymanie w Dywizji IB     = spadek do Dywizji IIA
Statystyki indywidualne
- Klasyfikacja strzelców:  Lin Ni
 Lin Qiqi: 7 goli[10]
- Klasyfikacja asystentów:  Liu Zhixin: 9 asyst[11]
- Klasyfikacja kanadyjska:  Lin Ni
 Lin Qiqi: 15 punktów[12]
- Klasyfikacja kanadyjska obrońców:  Liu Zhixin: 11 punktów[13]
- Klasyfikacja +/−:  Lin Qiqi: +20[14]
- Klasyfikacja skuteczności interwencji bramkarzy:  Pia Dukarič: 93,05%[15]
- Klasyfikacja średniej goli straconych na mecz bramkarzy:  Chen Tiya: 1,93
- Klasyfikacja minut kar:  Huang Huier: 10 minut[16]

Nagrody indywidualne
Dyrektoriat turnieju wybrał trójkę najlepszych zawodników, po jednym na każdej pozycji:
- Bramkarz:  Martyna Sass
- Obrońca:  Nadia Mattivi
- Napastnik:  Mi Le